# 阿諾德 (加利福尼亞州)
阿諾德（英語：Arnold）是位於美國加利福尼亞州卡拉韋拉斯縣的一個人口普查指定地區。

## 地理
阿諾德的座標為38°15′00″N 120°21′00″W / 38.25000°N 120.35000°W，而該地最高點為海拔高度1219米（即4000英尺）。

## 人口
根據2010年美國人口普查的數據，阿諾德的面積為38.46平方千米，當中陸地面積為38.30平方千米，而水域面積為0.16平方千米。當地共有人口3843人，而人口密度為每平方千米99人。